# Fedderingen
Fedderingen er en by og kommune i det nordlige Tyskland, beliggende i Amt Kirchspielslandgemeinden Eider i den nordlige del af Kreis Dithmarschen. Kreis Dithmarschen ligger i den sydvestlige del af delstaten Slesvig-Holsten.

## Geografi
Landsbyen Fedderingen er beliggende 10 km nord for landkreisens administrationsby Heide, 2 km vest for Hennstedt og 5 km syd for Ejderen.
I kommunen ligger ud over Fedderingen, Hochfeld og Dammbrück.
Landsbyen ligger på vestkanten af Heide-Itzehoer Geest. Fedderinger Moor er en del af Lundener Niederung, der er en del af Eider-Treene-Niederung. Mod vest ligger Broklandsau der munder ud i Ejderen.

### Nabokommuner
Nabokommuner er (med uret fra nord) kommunerne Schlichting, Kleve, Hennstedt, Süderheistedt (Exklave Hägen), Stelle-Wittenwurth, Rehm-Flehde-Bargen og Wiemerstedt (alle i Kreis Dithmarschen).